# Daula (bướm đêm)
Daula là một chi bướm đêm thuộc họ Noctuidae.